# Spoorlijn 27B
Spoorlijn 27B is een deels opgebroken Belgische spoorlijn tussen Weerde en Antwerpen-Zuid. De lijn was 31,0 km lang.

## Geschiedenis
Het stuk Antwerpen Zuid - Y Wilrijk (fortenlijn) was 3 km lang en werd geopend op 1 mei 1894. In 1930 werd dit gedeelte gesloten en in 1931 opgebroken. De treinen gebruikten dan lijn 27A en lijn 52 om het Zuidstation te bereiken.
Het stuk Weerde - Wilrijk was 29,6 km lang en opende op 16 april 1907 als onderdeel van de goederenlijn Charleroi - Brussel - Antwerpen via de lijnen 26 en 27. Bij Y Vrouwvliet ging de lijn onder de lijnen 25 en 27 en ging verder naar Antwerpen Zuid. Thans sluit de lijn aan op lijn 27 bij Y Otterbeek in de richting Antwerpen. De aansluiting richting Mechelen loopt parallel met lijn 25 tot de crossover van lijn 27 bij Y Sint-Katelijne-Waver.
De lijn werd al in 1893 gepland: kruisingsvrij en zonder overwegen. Ze moest snel verkeer mogelijk maken naar en van de oude Antwerpse haven en aansluiting geven op de Harwichboten die op de Schelde ter hoogte van Antwerpen-Zuid vertrokken. Het prestigieuze stationsgebouw Antwerpen-Zuid wijst eveneens in die richting. Maar heel die infrastructuur werd uiteindelijk nauwelijks voor reizigersverkeer gebruikt en in de plaats daarvan werd lijn 25 als expresslijn heraangelegd, in 1935 geëlektrificeerd en door lijn 27 ontdubbeld. Op het gedeelte Vrouwvliet - Wilrijk reed laatste trein op 5 februari 1968 en is in 1970 opgebroken. Het telde een station (Waarloos (8,7 km)) en twee kruisingen (Wilrijk (17 km) en Kontich dorp (11,2 km)). Na WO II werd dit traject voornamelijk gebruikt voor goederenverkeer. De lijn heeft ook het nummer 25A gehad.

## Treindiensten
Op het overblijvende in dienst zijnde traject is de lijn hoofdzakelijk in gebruik voor goederenvervoer; daarnaast verzorgt de NMBS tijdens de week personenvervoer.

### Gewestelijk Expresnet
Op het traject rijdt het Gewestelijk Expresnet de volgende routes:
| Treinserie | Route                                                      | Opmerkingen                 |
| ---------- | ---------------------------------------------------------- | --------------------------- |
| S 4        | Aalst-Ternat-Brussel-Luxemburg-Vilvoorde-Hofstade-Mechelen | Rijdt enkel tijdens de week |

## Aansluitingen
In de volgende plaatsen is of was er een aansluiting op de volgende spoorlijnen:
Y Weerde
Spoorlijn 27 tussen Brussel-Noord en Antwerpen-Centraal
Muizen
Spoorlijn 53 tussen Schellebelle en Leuven
Spoorlijn 53A tussen Mechelen en Muizen
Mechelen-Nekkerspoel
Spoorlijn 25 tussen Brussel-Noord en Antwerpen-Luchtbal
Spoorlijn 25N tussen Y Albertbrug en Mechelen-Nekkerspoel
Spoorlijn 27 tussen Brussel-Noord en Antwerpen-Centraal
Y Blok 17
Spoorlijn 27A/3 tussen Y Blok 17 en Y West Luithagen
Antwerpen-Zuid
Spoorlijn 52 tussen Antwerpen-Zuid en Dendermonde

## Verbindingsspoor
27B/1 :Y Prinsenhoek (lijn 27B) - Y Hever (lijn 53) tot 1969: Y Duivenstraat (lijn 27) - Y Elzenstraat (lijn 27B)
27B/2 :Y Vrouwvliet (lijn 27B) - Y Otterbeek / Y Sint-Katelijne-Waver (lijn 27)
27B/3 :Y Kontich-Dorp (lijn 61) en Kontich-Molenstraat (lijn 27B)

## Sporen van vroeger

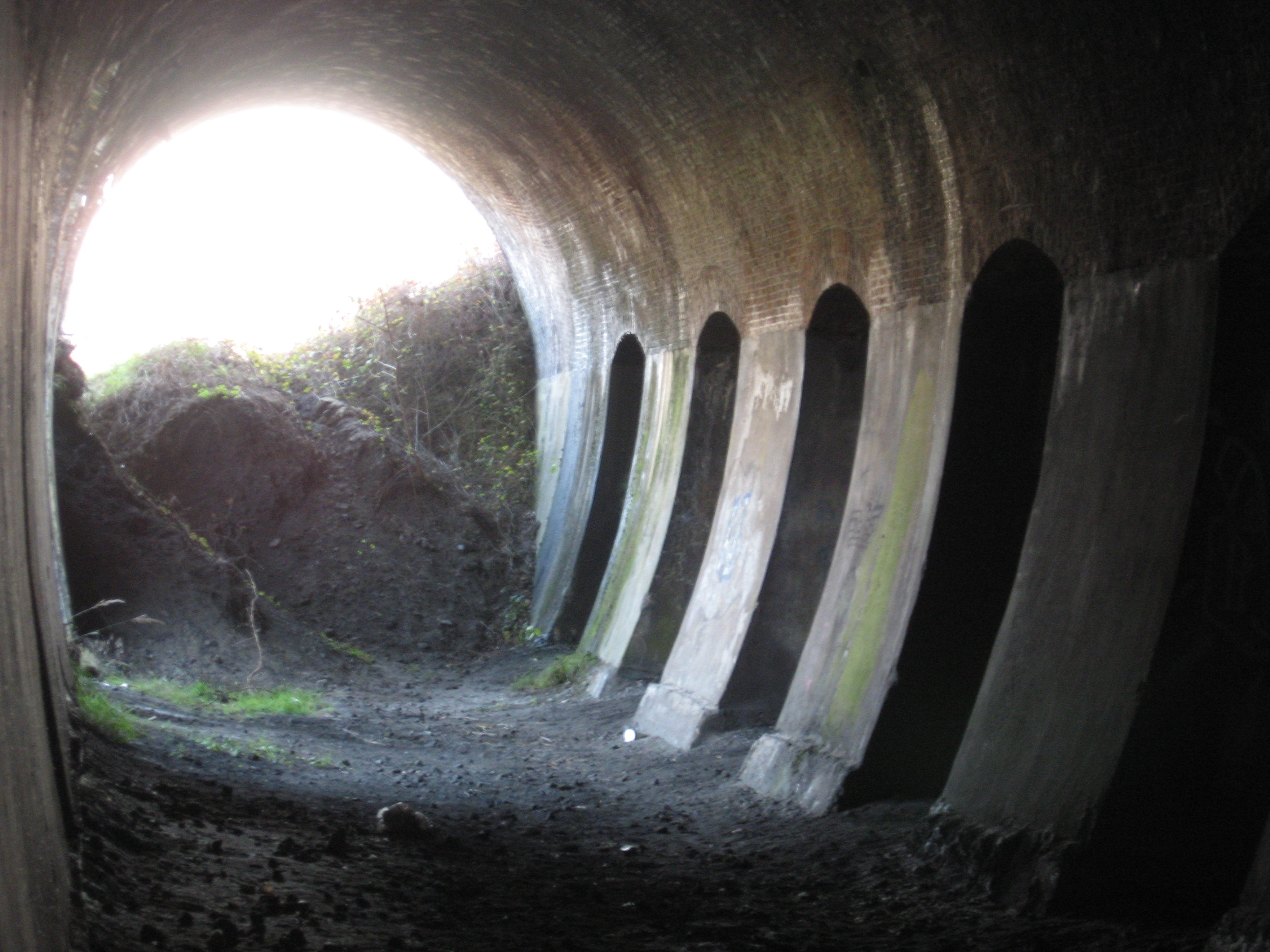
Tunnel van lijn 27B tussen de vertakking Vrouwvliet en Antwerpen-Zuid onder de hoofdsporen 25 en 27. Rechts is er nog een andere tunnel voor het spoor 27B/2.
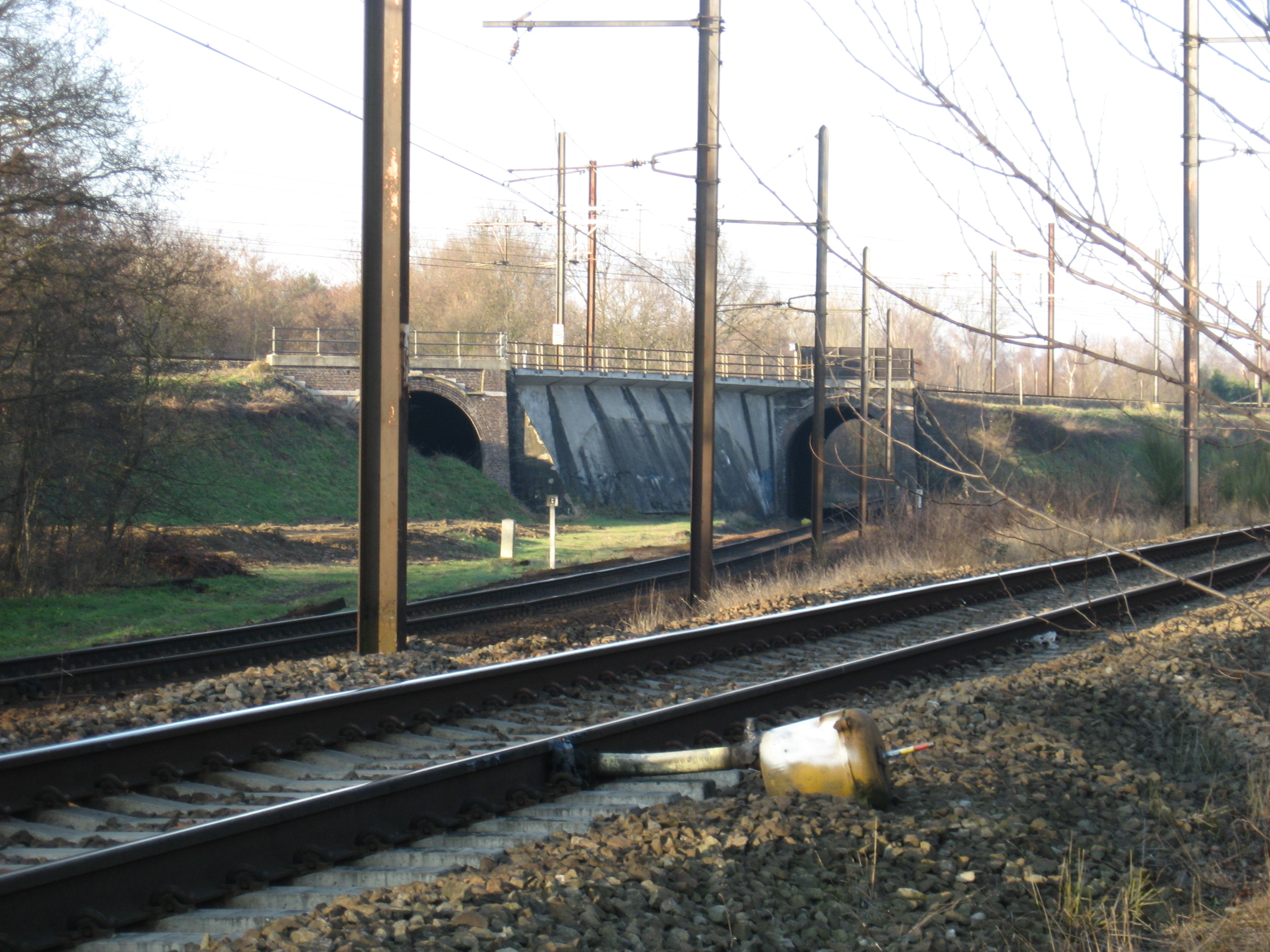
De sporen zijn van de lijn 27B/2. De ongebruikte tunnel is dezelfde tunnel als de vorige foto. De andere tunnel is niet te zien daar deze door aarde is bedekt. De spoorlijn 27B liep naast de 27B/2 sporen.
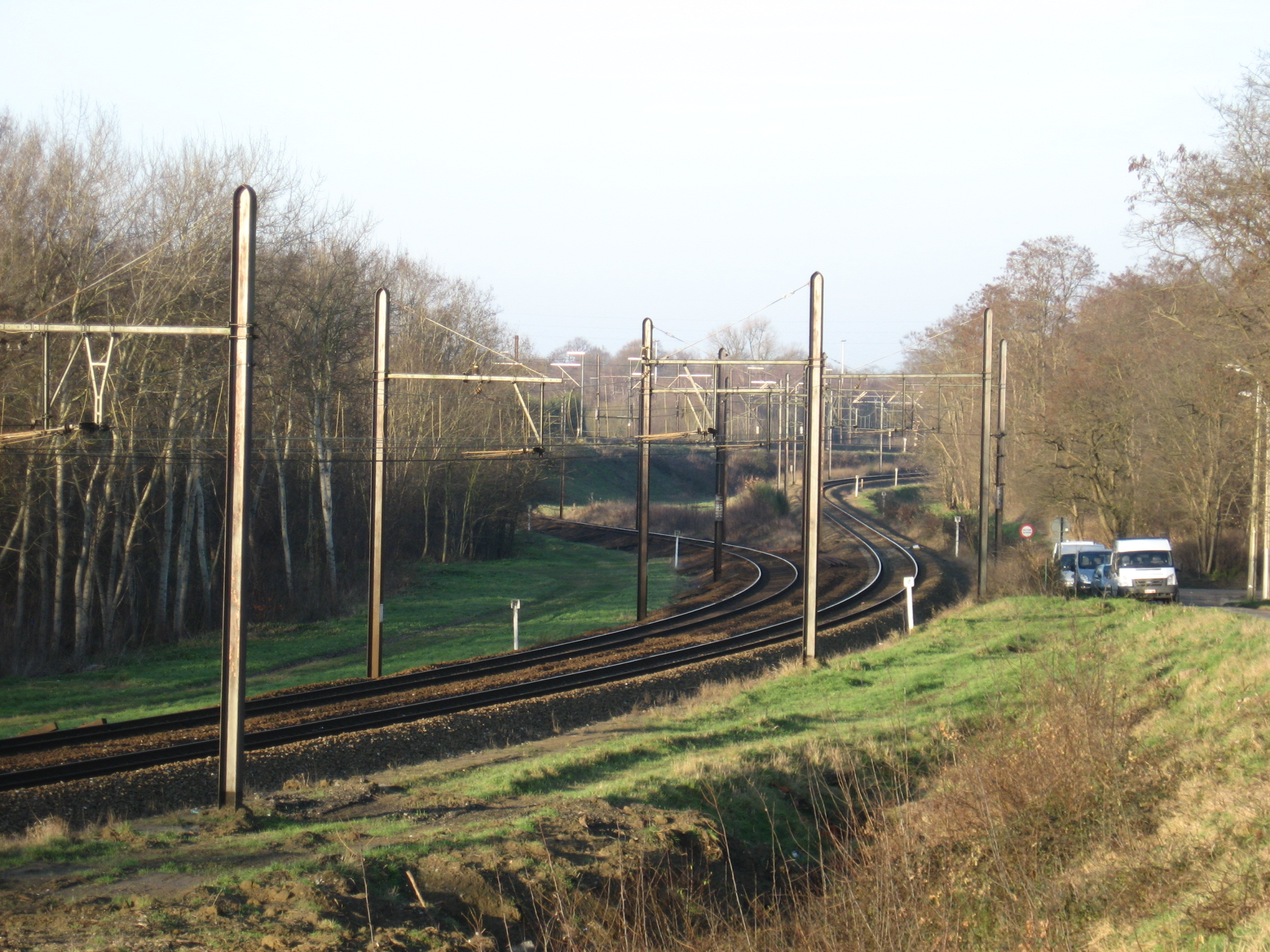
De sporen zijn van de lijn 27B/2. Aan de linkerkant van deze sporen is de ruimte te zien waar vroeger lijn 27B richting Antwerpen-Zuid liep. (Tussen de bomen en de sporen)